# Quaqua mammillaris
Quaqua mammillaris là một loài thực vật có hoa trong họ La bố ma. Loài này được (L.) Bruyns miêu tả khoa học đầu tiên năm 1983.